# Diversisporales
Diversisporales é uma ordem de fungos da classe Glomeromycetes.